# Facultad de Ciencias de la Naturaleza (Universidad San Sebastián)
La Facultad de Ciencias de la Naturaleza (hasta el año 2021 Facultad de Medicina Veterinaria) corresponde a una de las once facultades que forman parte de la Universidad San Sebastián. Fue fundada en el Campus Tres Pascualas, Concepción,  el 1 de marzo de 2002.
La Facultad se encuentra conformada por:
- Escuela de Medicina Veterinaria
- Escuela de Expediciones y Ecoturismo.[2]

Medicina veteriaria se encuentra acreditada por la Comisión Nacional de Acreditación (CNA-Chile)
por 7 años (de un máximo de 7), hasta diciembre de 2024.

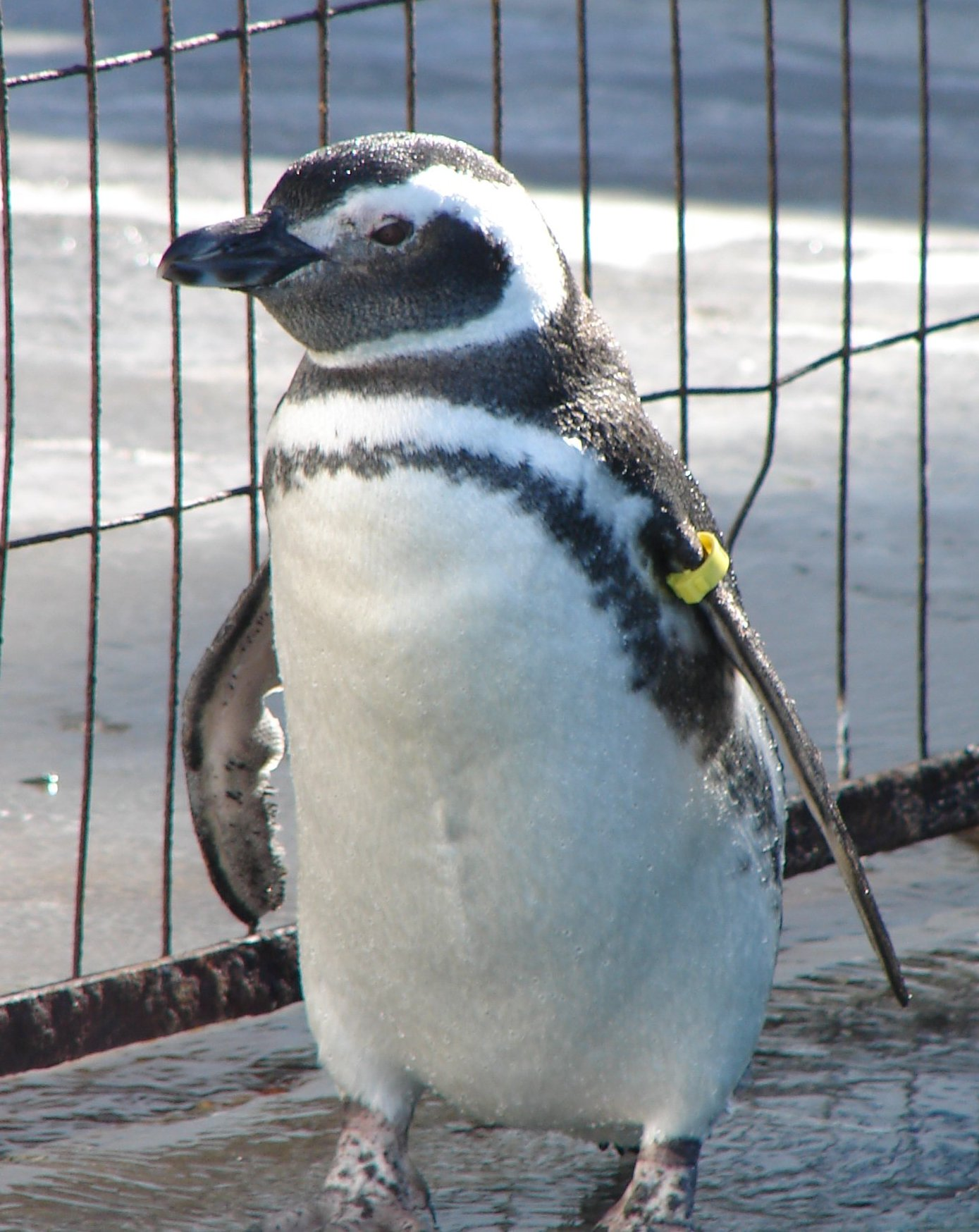
Los centros de rehabilitación de fauna silvestre (CEREFAS) que la Escuela posee en las ciudades de Concepción) y Puerto Montt reciben fauna nativa chilena.

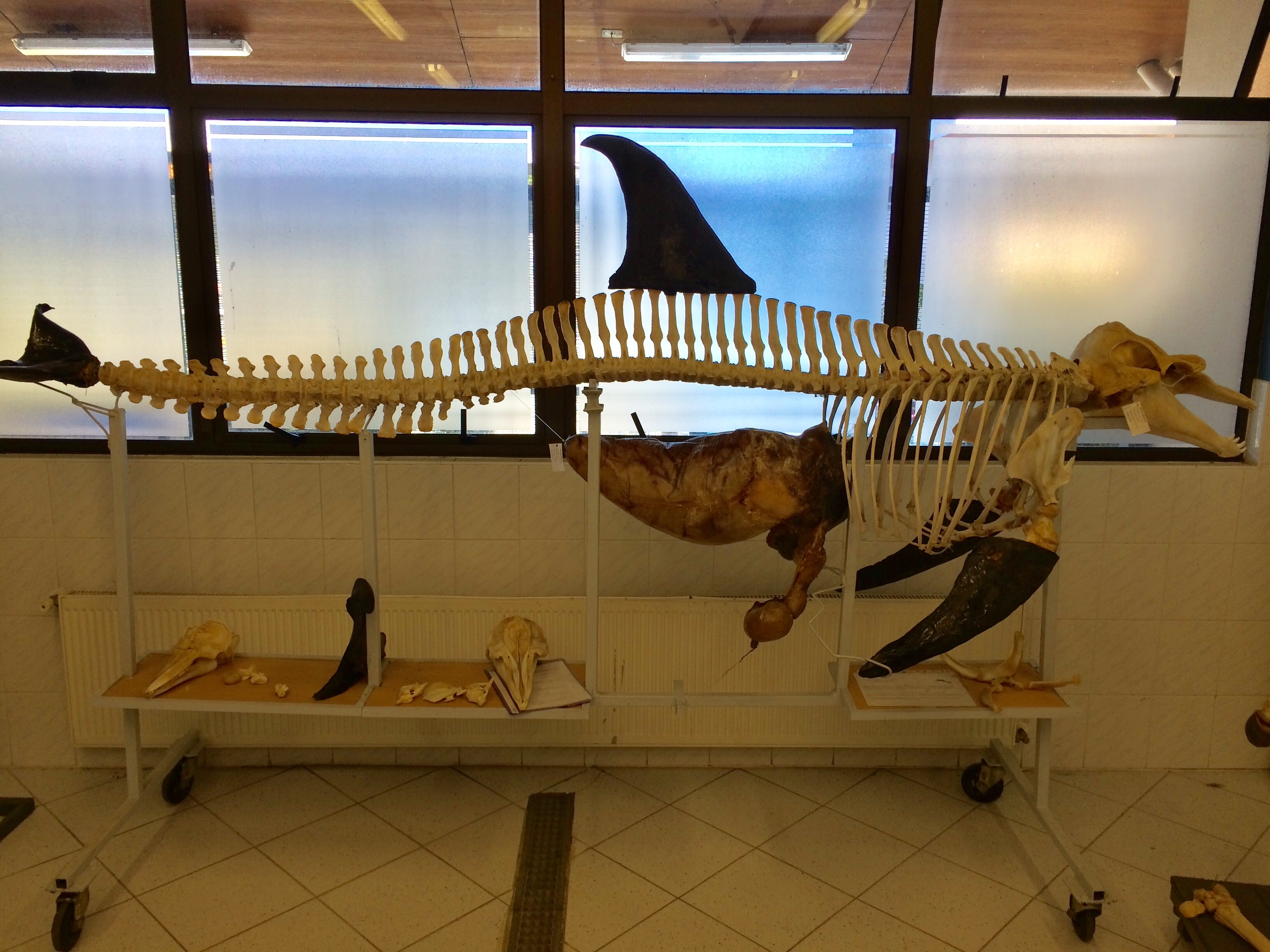
Esqueleto montado de calderón gris, perteneciente a la colección de zoología de la Escuela

### Decanatos
| Decanato | Nombre                 | Periodo         |
| -------- | ---------------------- | --------------- |
| I        | Álvaro Berríos Salas   | 2001-2008       |
| II       | Norberto Butendieck    | 2008-2010       |
| III      | Álvaro Berríos Salas   | 2010-2022       |
| IV       | María Emilia Undurraga | 2023-actualidad |

## Historia de la Facultad de Ciencias de la Naturaleza
La Facultad, fundada como Facultad de medicina veterinaria en la ciudad de Concepción el 1 de marzo de 2002, durante el rectorado de Guido Meller Mayr, siendo su primer Decano Álvaro Berrios.
El año 2005  se pone en funcionamiento un hospital clínico veterinario en el campus Las Tres Pascualas. El 12 de julio de 2005 comienza el funcionamiento del primer centro de rehabilitación de fauna silvestre de la Universidad (CEREFAS-USS), en el Campus Tres Pascualas. El año 2007, la Facultad inaugura un segundo Centro de rehabilitación, en la sede de Puerto Montt.
Entre los años 2008 y 2010, durante la decanatura de Norberto Butendieck, la Facultad estuvo ubicada en la ciudad de Puerto Montt
En 2010 nuevamente es nombrado Decano Álvaro Berrios, regresando la Facultad a la ciudad de Concepción.
Desde 2011 forma parte de la Asociación de Facultades y Escuelas de Ciencias Veterinarias de los Países del Mercosur y Países Asociados (AFECV-Mercosur)

El año 2012, durante su primer proceso de acreditación, la carrera de Medicina Veterinaria fue acreditada por 5 años, hasta octubre de 2017.
A partir del año 2013 ingresa a la Asociación de Facultades y Escuelas de Ciencias Veterinarias de Chile.
El año 2017, durante su segundo proceso de acreditación, la carrera de Medicina Veterinaria es acreditada por 7 años, hasta diciembre de 2024.
En el año 2022, la Facultad es reestructurada, sumando a la Escuela de Expediciones y Ecoturismo, pasado a llamarse como hoy se conoce.
En 2023, asume como Decana María Emilia Undurraga.

## Escuela de medicina veterinaria

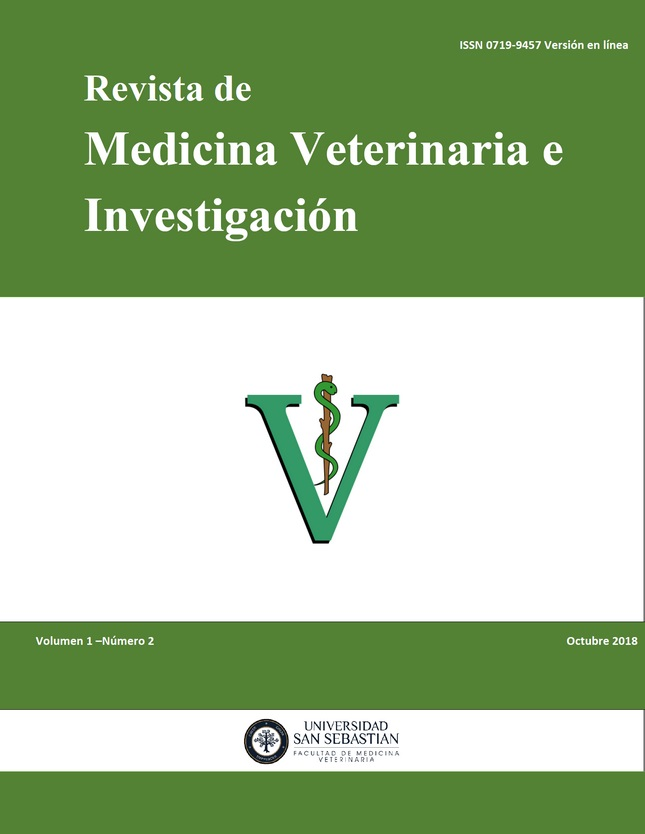
Portada del segundo número de la Revista de Medicina Veterinaria e Investigación, publicación de la facultad.

En la actualidad la Escuela cuenta con hospitales clínicos veterinarios y centros de rescate y rehabilitación de fauna silvestre reconocidos por el Servicio Agrícola y Ganadero de Chile en las ciudades de Concepción y Puerto Montt.

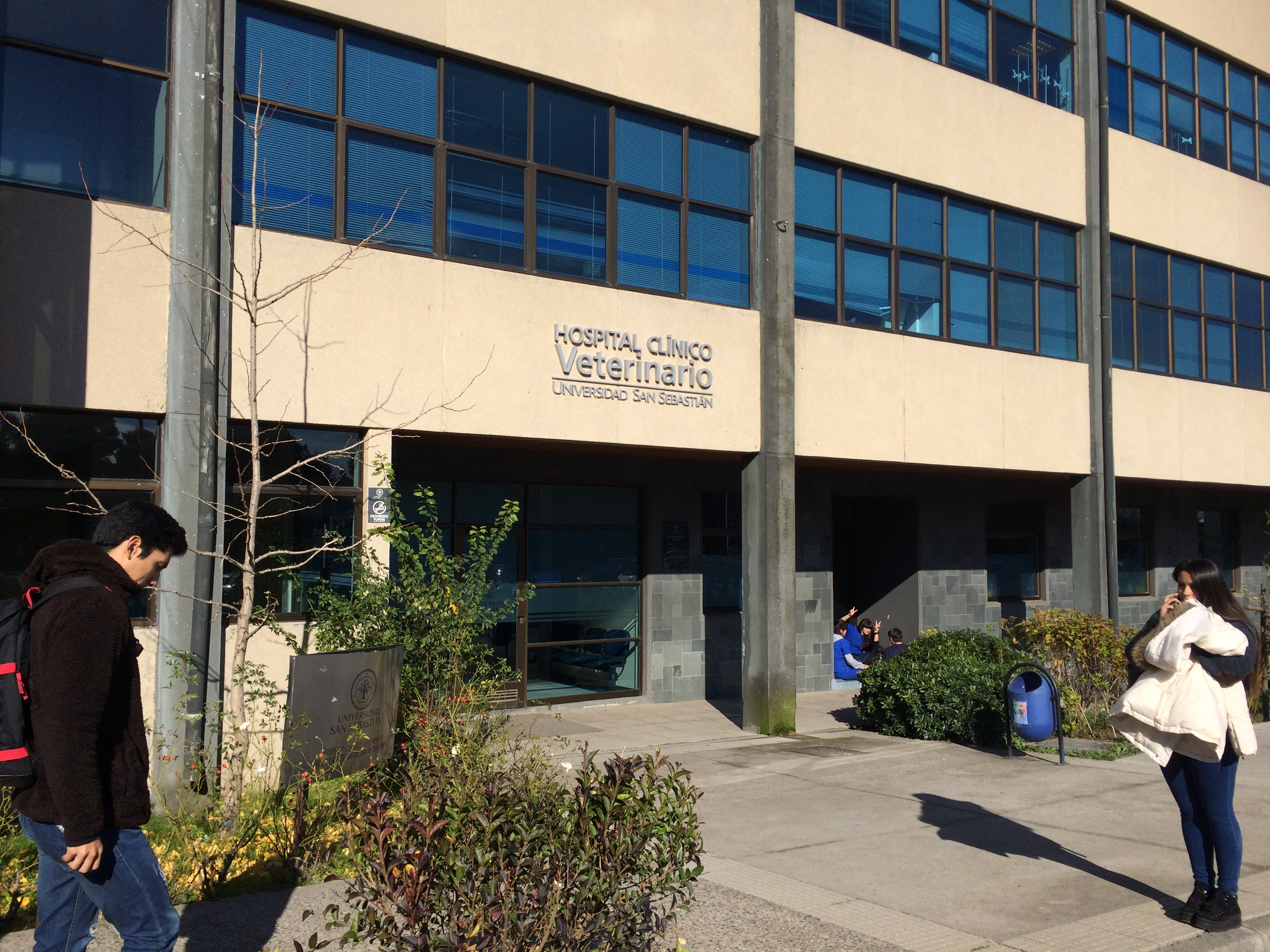
Hospital clínico veterinario en el Campus Tres Pascualas, Concepción
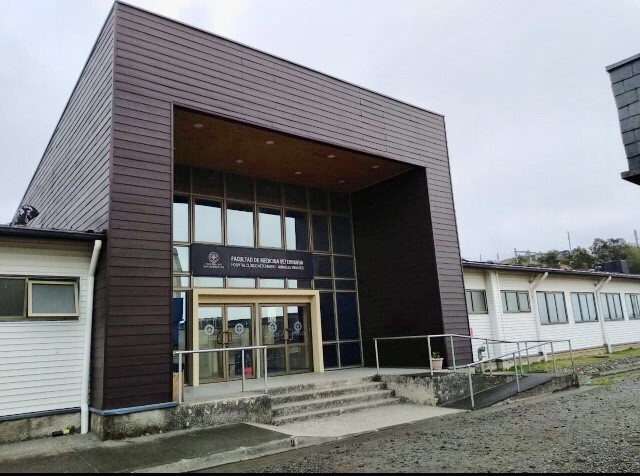
Hospital clínico veterinario en el Campus Patagonia, Puerto Montt

### Misión de la Escuela de Medicina veterinaria
Esta orientada a la formación de profesionales con una sólida base científica en el cuidado, prevención y restablecimiento de la salud de animales domésticos, silvestres y exóticos, así como en el control de enfermedades de animales transmisibles al hombre, colaborando con la medicina preventiva humana.

### Programas de estudio
Dentro de los Postgrado se encuentran los siguientes programas de Magíster:
- Magíster en clínica de pequeños animales
- Magíster en calidad e inocuidad de los alimentos de origen animal y gestión de la empresa alimentaria
- Magíster en salud de salmónidos

### Centros de rehabilitación de fauna silvestre
La Facultad de Medicina Veterinaria de la Universidad San Sebastián cuenta con 2 centros de rehabilitación de fauna silvestre (CEREFAS), inscritos en el Registro Nacional de Tenedores de Fauna Silvestre conforme a la  Ley de Caza N°19.437.
Ambos centros cuentan con convenios con el Servicio Agrícola y Ganadero de Chile y el Servicio Nacional de Pesca y Acuicultura de Chile.
- CEREFAS-USS Concepción, fundado el 12 de julio de 2005 (19 años).[5][6][17]
- CEREFAS-USS Puerto Montt, fundado el 20 de noviembre de 2014 (10 años).[5][17]

## Publicaciones

### Revista de Medicina Veterinaria e Investigación
En el marco de la celebración por los 15 años de la Facultad, en diciembre de 2017 se crea la Revista de Medicina Veterinaria e Investigación (Rev. Med. Vet. Investig.), ISSN 0719-9457.
La revista es una publicación semestral de artículos científicos, artículos de revisión, comunicaciones breves y reportes de casos en idioma español, inglés y portugués, en todas las áreas de las Ciencias Veterinarias. El primer número fue lanzado en abril de 2018.